# 大伴真綱
大伴 真綱（おおとも の まつな）は、奈良時代の貴族。官位は従五位下・陸奥介。

## 経歴
宝亀8年（777年）従五位下・陸奥介に叙任される。
宝亀11年（780年）陸奥国上治郡（伊治郡）大領・伊治呰麻呂が伊治城で反乱を起こし、按察使・紀広純を殺害する。この時、ただ一人真綱だけが蝦夷の兵士が包囲する一角を破って脱出し、多賀城に逃れた。多賀城には兵器や兵糧が潤沢にあり、城下の百姓らは競って城中に入り保護を求めた。しかし、真綱と陸奥掾・石川浄足は城の後門から逃走してしまったため、拠り所を失った百姓らは間もなく散り散りに去って行った。数日して蝦夷の兵士が多賀城に襲来し、城の物資を略奪した上で城を焼き払った（宝亀の乱）。
朝廷では即座に中納言・藤原継縄を征東大使とする征討軍の任官が行われ、真綱は陸奥鎮守副将軍に任ぜられている。

## 官歴
『続日本紀』による。
- 時期不詳：正六位上
- 宝亀8年（777年） 正月10日：従五位下。正月25日：陸奥介
- 宝亀11年（780年） 3月29日：陸奥鎮守副将軍